# Domus de Maria
Domus de Maria – miejscowość i gmina we Włoszech, w regionie Sardynia, w prowincji Sud Sardynia. Graniczy z Pula, Teulada i Santadi.
Według danych na rok 2004 gminę zamieszkuje 1556 osób, 16,2 os./km².